# Coração Valente (álbum)
Coração Valente é o vigésimo álbum de estúdio da banda de música cristã Voz da Verdade, lançado em 1997 de forma independente. O lançamento ao vivo foi dia 17 de janeiro de 1998, no Ginásio do Ibirapuera.
A obra marca a estreia de Samuel Moyses nos vocais com a música "Porto Desejado",Lilian como backing vocal, e as canções "Sou um Milagre" e "Coração Valente", que se tornaram alguns dos principais hits da banda. Foi registrado em VHS num show ao vivo no Ginásio do Ibirapuera. O álbum também contém uma versão de Rita de Cássia Moisés da música "Amazing Grace", "Graça Maravilhosa".
As faixas "Coração Valente" e "Sou um Milagre" foram regravados no álbum comemorativo de 30 Anos do conjunto. Sara Moysés cantou "Coração Valente" e Carlos o hit "Sou um Milagre"
Em 2015, foi considerado, por vários historiadores, músicos e jornalistas por meio do Super Gospel, o 68º maior álbum da música cristã brasileira, em uma publicação. Mais tarde, foi eleito pelo mesmo portal o 20º melhor álbum da década de 1990.
Para a música “Aleluia”, quatro corais se apresentaram no anel superior do Ginásio: um da própria igreja Voz da Verdade e três de igrejas convidadas; quem dirigiu o coral da igreja local foi Lilian Paolilo, filha de Célia Moyses, e que passou a integrar a banda Voz da Verdade alguns anos depois. Já a música “A Carta”, com arranjo country, foi apresentada juntamente com uma dança; entre as participantes da coreografia, estavam Sara e Lydia Moisés – filhas de José Luiz e Rita e que também vieram a integrar a banda posteriormente.
Para finalizar o show, após a canção “É o Senhor”, do teto do Ginásio descia uma plataforma com a representação de Jesus e seus anjos. A plataforma ocupava então um espaço bem no centro do lugar, com Jesus sendo entronizado entre os louvores entregues naquela noite. 
O cantor Lukas Agostinho recentemente regravou um medley "O Escudo + Sou Um Milagre" em um trabalho fazendo releituras de clássicos da música evangélica. 
A música "Sou um Milagre" também já foi gravada por cantores católicos como Eliana Ribeiro e padre Marcelo Rossi.

## Faixas
1. "Sou um Milagre"(Carlos A. Moysés)[4]
2. "Não Pare"(Samuel Moyses e Elizabeth Moysés)
3. "Coração Valente"(Carlos A. Moysés)
4. "Porto Desejado"(Carlos A. Moysés)
5. "Graça Maravilhosa"(Versão:Rita C. Moysés e Carlos A. Moysés/Adaptação: José L. Moysés)
6. "A Carta"(Carlos A. Moysés)
7. "Não é Sacrifício"(Carlos A. Moysés)
8. "Aleluia"(Carlos A. Moysés)
9. "A Solução"(Rita C. Moysés e Evaristo Fernandes e Colaboração de Carlos A. Moysés)
10. "É o Senhor"(Carlos A. Moysés e Samuel Moysés)
11. "Torre Forte"(Carlos A. Moysés)
12. "Da Glória Para a Cruz"(Evaristo Fernandes)
13. "Acima das Circunstâncias"(Carlos A. Moysés)
14. "Paixão Pelo Amor"(Carlos A. Moysés)